# Robert Taylor (számítógéptudós)
Robert "Bob" William Taylor (Dallas, Texas, 1932. február 10. – Woodside, Kalifornia, 2017. április 13.) amerikai számítógéptudós, az internet úttörője.

## Díjai
- ACM Software System Award (1984)
- ACM Fellow (1994)
- National Medal of Technology and Innovation (1999)
- Draper-díj (2004)